# مذبحة أمريتسار
مجزرة جليانوالا باغ (الإنكليزية: Jallianwala Bagh massacre) (تعرف أيضاً باسم مجزرة أمريتسار)، وقعت المجزرة في حديقة عامة في مدينة أمريتسار شمال الهند في 13 أبريل 1919، حيث أصدر العميد ريجنالد داير أمراً بإطلاق النار على المتجمعين .

## خلفية تاريخية
كانت ضريبة الحرب الثقيلة والتجنيد الإجباري المفروض على الشعب الهندي، قد أدى لعدد من الاحتجاجات ضد الحكم البرطاني، ووصل الحال في بعض المدن مثل أمريتسار إلى فرض الأحكام العرفية حيث سلمت المدينة إلى العميد ريجنالد داير الذي حظر كل التجمعات المدنية.

## الأحداث
في 13 أبريل، (وهو اليوم الذي يسبق مهرجان بايسكي)، جاء عشرات آلاف الأشخاص إلى أمريتسار من القرى المجاورة لحضور المعارض التقليدية في المدينة، وكان الكثير منهم يجهلون حظر التجمع المفروض في المدينة، وفي وقت تحول فيه التجمع إلى مظاهرة قومية، حاصرت القوات البريطانية الحديقة وبدأت بإطلاق النار دون سابق إنذار، ما أسفر عن مقتل المئات وجرح أكثر من ألف شخص.